# Stephen Emmel
Stephen Lewis Emmel (* 27. Juni 1952 in Rochester (New York)) ist ein US-amerikanischer Koptologe.

## Leben
Stephen Emmel erhielt seinen B.A. von der Syracuse University im Jahr 1973 (Abteilung für Religion). Er begann sein Graduiertenstudium bei James M. Robinson, der Emmel 1974 als wissenschaftlicher Mitarbeiter in das internationale Projekt zur Veröffentlichung der koptisch-gnostischen Texte der Nag-Hammadi-Schriften mit nach Kairo nahm. Emmel lebte 1974 bis 1977 in Ägypten, um die Edition der Papyri aus Nag Hammadi im Koptischen Museum zu vervollständigen und bei der Herausgabe einer Faksimile-Ausgabe der Nag Hammadi Codices und einer englischsprachigen Ausgabe zu assistieren und Übersetzung der darin enthaltenen Texte zu erstellen. In diesen Jahren reiste er mehrmals nach Jerusalem, um sich mit dem Ägyptologen und Sprachwissenschaftler H. J. Polotsky zu treffen, um seine Kenntnisse der koptischen Grammatik zu vertiefen.
1978 setzte Emmel sein Studium bei Bentley Layton an der Yale University fort, wo er 1980 einen Teil von Nag Hammadi Codex III in der Beinecke Rare Book and Manuscript Library entdeckte, die das zuvor nicht identifizierte Fragment in einer Gruppe 1964 erworbenen verschiedene Papyri. Ungefähr zur gleichen Zeit wurde er der erste Gelehrte, der die heute berühmte gnostische Schrift Judasevangelium im heutigen Codex Tchacos sah, als dieser 1983 in Genf zum Verkauf angeboten wurde. In der kurzen Zeit jedoch sah Emmel den Titel Judasevangelium in der Papyrushandschrift nicht und war daher nicht der erste, der den Text als solchen identifizierte. Als die National Geographic Society 2004 ein Projekt zur Förderung der Erhaltung und Veröffentlichung des Codex Tchacos in Erwägung zog, wurde Emmel gebeten, sich dem Codex Advisory Panel anzuschließen, und er erschien auch in der viel beachteten Dokumentation der Gesellschaft über das Evangelium des Judas-Projekts. Emmel hat seinen PhD von der Yale University im Jahr 1993 (Abteilung für Religionswissenschaften, Programm in der Erforschung des antiken Christentums). Seine Doktorarbeit legte den Grundstein für seine aktuelle Forschungsarbeit, die ein internationales Gemeinschaftsprojekt zur Veröffentlichung der Schriften des alten koptischen Mönchsführers Schenute von Atripe (347–465) darstellt. 1996 wurde Emmel zum Professor für Koptologie am Institut für Ägyptologie und Koptologie an der Universität Münster ernannt. Während des akademischen Jahres 2010–11 war er von der Universität Münster freigestellt, um als erster hauptberuflicher Professor für Koptologie an der American University in Cairo zu arbeiten. 2019 trat er in den Ruhestand.
1976 wurde Emmel Gründungsmitglied der International Association for Coptic Studies, deren ersten internationalen Kongress (Kairo, Dezember 1976) er mitorganisierte, zwischen 1996 und 2000 war er Präsident des Vereins und seit 2000 sein Sekretär. Er war Gründungsredakteur des Journal of Coptic Studies (1988–2001 mit Gerald Michael Browne) und er hat dazu beigetragen mehrere wissenschaftliche Monographien zu bearbeiten.

## Musik als Hobby
Emmel begann in seiner Jugend zu singen und Klavier und Gitarre zu spielen und pflegte das Musizieren als Hobby. Eine Bekanntschaft mit David Tibet über ein gemeinsames Interesse an der koptischen Sprache (Tibet hat einen M.A. in Koptischen Studien von der Macquarie University) führte dazu, dass Emmel 2007 bis 2010 auf der Bühne mit der Tibet Band Current 93 spielte. Ein Teil einer dieser Aufführungen wurde 2008 aufgenommen und veröffentlicht.

## Schriften (Auswahl)
- als Herausgeber: Nag Hammadi Codex III,5. The dialogue of the saviour (= Nag Hammadi studies. Band 26). Brill, Leiden 1984, ISBN 90-04-07558-5.
- als Herausgeber: An international directory of institutions holding collections of Coptic antiquities outside of Egypt. Centro Italiano Microfiches, Rom 1990, ISBN 88-85354-00-9.
- als Herausgeber mit Martin Krause, Sofia Schaten und Siegfried G. Richter: Ägypten und Nubien in spätantiker und christlicher Zeit. Akten des 6. Internationalen Koptologenkongresses, Münster, 20.–26. Juli 1996 (= Sprachen und Kulturen des christlichen Orients. Band 6). Reichert, Wiesbaden 1999, ISBN 3-89500-095-7.
  - Band 1. Materielle Kultur, Kunst und religiöses Leben.
  - Band 2. Schrifttum, Sprache und Gedankenwelt.
- Shenoute’s literary corpus. Volume 1 (= Corpus scriptorum Christianorum orientalium. Subsidia.  Band 111) (= Corpus scriptorum Christianorum orientalium. Band 599). Peeters, Leuven 2004, ISBN 90-429-1230-8 (zugleich Dissertation, Yale 1993).
- Shenoute’s literary corpus. Volume 2 (= Corpus scriptorum Christianorum orientalium. Subsidia. Band 112) (= Corpus scriptorum Christianorum orientalium. Band 600). Peeters, Leuven 2004, ISBN 90-429-1231-6 (zugleich Dissertation, Yale 1993).
- als Herausgeber mit Johannes Hahn und Ulrich Gotter: From temple to church. Destruction and renewal of local cultic topography in late antiquity (= Religions in the Graeco-Roman world. Band 163). Brill, Leiden 2008, ISBN 978-90-04-13141-5.
- als Herausgeber mit David Brakke und Stephen J. Davis: From gnostics to monastics. Studies in coptic and early christianity in honor of Bentley Layton (= Orientalia Lovaniensia analecta. Band 263). Peeters, Leuven/Paris/Bristol 2017, ISBN 978-90-429-3400-9.